# تمپل گراندین
تمپل گراندین (به انگلیسی: Temple Grandin) (زاده ۲۹ اوت، ۱۹۴۷) نویسنده، دام‌پزشک آمریکایی، پروفسور و استاد علوم دامی در دانشگاه ایالتی کلرادو است.
خانم تمپل دارای اختلال عصبی-رشدی درخودماندگی یا همان اوتیسم است که باعث اختراع جعبه آغوشگیر برای بیماران اوتیسمی شد.
در سال ۲۰۱۰ تمپل گراندین توسط تایم ۱۰۰ در فهرست سالیانه ۱۰۰ فرد تأثیرگذار جهان قرار گرفت. پروفسور گراندین از فعالان رفاه حیوانات و از متخصصین رفتارشناسی حیوانات است و تألیفات معتبری در این زمینه‌ها دارد.

## تحصیلات
گراندین از مدرسه ایالت نیوهمشایر فارغ‌التحصیل شد، و در سال ۱۹۸۹ دکترا علوم حیوان‌شناسی یا دام‌پزشکی را از دانشگاه ایلینوی در اربانا شمپین، یکی از معتبرترین دانشگاه‌های جهان و آمریکا گرفت.

## آثار
- Emergence: Labeled Autistic (with Margaret Scariano, 1986, updated 1991), ISBN 0-446-67182-7
- The Learning Style of People with Autism: An Autobiography (1995). In Teaching Children with Autism: Strategies to Enhance Communication and Socializaion, Kathleen Ann Quill, ISBN 0-8273-6269-2
- Thinking in Pictures: Other Reports from My Life with Autism (1996) ISBN 0-679-77289-8
- Developing Talents: Careers for Individuals with Asperger Syndrome and High-Functioning Autism (2004). ISBN 1-931282-56-0
- Animals in Translation: Using the Mysteries of Autism to Decode Animal Behavior (with Catherine Johnson, 2005), ISBN 0-7432-4769-8
- The Unwritten Rules of Social Relationships: Decoding Social Mysteries Through the Unique Perspectives of Autism  (with Sean Barron, 2005), ISBN 1-932565-06-X
- The Way I See It: A Personal Look At Autism And Aspergers (2009)
- Animals Make Us Human: Creating the Best life for Animals (with Catherine Johnson, 2009) ISBN 978-0-15-101489-7